# Wolmirsleben
Wolmirsleben est une commune de Saxe-Anhalt, en Allemagne.

## Population
La commune compte 1 362 habitants en 2022.

## Politique
De 2023 à 2030, le maire de la commune est Knut Kluczka.